# Telšiai (district)
Telšiai (Litouws: Telšių apskritis) is een van de tien districten van Litouwen en ligt in het noordwesten van het land. De hoofdstad is Telšiai (55.680 inwoners).

## Bevolking
Volgens de Sovjetvolkstelling van 1970 leefden er 149.849 mensen in het district Telšiai. Dit aantal nam langzaam toe en bereikte in 2001 een hoogtepunt met bijna 180.000 inwoners. Sindsdien daalt de bevolking in een rap tempo.
| aantal inwoners | 149.849 | 158.201 | 174.164 | 179.885 | 152.078 |

## Gemeenten
Het district bestaat uit vier gemeenten:
| Gemeente  | Inwoners | Hoofdplaats |
| --------- | -------- | ----------- |
| Mažeikiai | 67.300   | Mažeikiai   |
| Plungė    | 44.200   | Plungė      |
| Rietavas  | 10.700   | Rietavas    |
| Telšiai   | 57.700   | Telšiai     |

Alytus · Kaunas · Klaipėda · Marijampolė · Panevėžys · Šiauliai · Tauragė · Telšiai · Utena · Vilnius